# 252 Klementina
252 Klementina (mednarodno ime 252 Clementina) je asteroid v glavnem asteroidnem pasu. 

## Odkritje
Asteroid je odkril francoski astronom Henri Joseph Anastase Perrotin 11. oktobra 1885 v Nici. Izvor imena ni znan. Možno je, da se imenuje po odkriteljevi prvi mački.

## Lastnosti
Asteroid Klementina obkroži Sonce v 5,61 letih. Njegova tirnica ima izsrednost 0,072, nagnjena pa je za 10,044 ° proti ekliptiki. Njegov premer je 69,29 km .